# 1388 en Angleterre
Chronologie de l'Angleterre
- 1384
- 1385
- 1386
- 1387
- 1388
- 1389
- 1390
- 1391
- 1392

Cette page concerne l'année 1388 du calendrier julien.

## Naissances en 1388
- 13 juin : Thomas Montaigu, 4e comte de Salisbury
- Date inconnue : William Booth, archevêque d'York

## Décès en 1388
- 3 février : Henry Ferrers, 4e baron Ferrers de Groby (en)
- 19 février : Robert Tresilian, juge
- 20 février : Nicolas Brembre, lord-maire de Londres
- 4 mars : Thomas Usk, shérif
- 5 mai : Simon de Burley, chevalier
- 12 mai : 
  - John Beauchamp, 1er baron Beauchamp de Kidderminster (en)
  - James Berners, noble
  - John Salisbury, membre du commun
- 4 août : Reginald Grey, 2e baron Grey de Ruthyn
- 5 ou 19 août : James Douglas, 2e comte de Douglas
- 17 octobre : John Neville, 3e baron Neville
- Date inconnue :
  - William de Aton, 2e baron Aton
  - John Chalers, member of Parliament pour le Cambridgeshire
  - John Sully, chevalier de la Jarretière